# Radzymin
Radzymin là một thị trấn thuộc huyện Wołomiński, tỉnh Mazowieckie ở trung-đông Ba Lan. Thị trấn có diện tích 23 km². Đến ngày 1 tháng 1 năm 2011, dân số của thị trấn là 9561 người và mật độ 409 người/km².
Đây là nơi đã diễn ra trận Radzymin (1920) và trận Radzymin (1944).
Đây là nơi sinh của nhà ngôn ngữ Jan Baudouin de Courtenay. Người đoạt giải Nobel văn chương Isaac Bashevis Singer sinh ra ở Leoncin, nhưng trải qua tuổi thơi ở Radzymin